# Simula (Haanja)
Simula – wieś w Estonii, w prowincji Võru, w gminie Haanja.